# HHV Handelsgesellschaft
Die HHV Handels GmbH ist ein deutscher Online-Shop für Schallplatten, Studio- und DJ-Equipment, Merchandising sowie Bekleidung und Sneaker mit Sitz in Berlin. Das Unternehmen führt ca. 80 000 Titel auf Vinyl aus verschiedenen Genres und bietet als Musiklabel eine Plattform für neue und etablierte Künstler.

## Geschichte
Das Unternehmen wurde 2002 von Thomas Ulrich von seiner Wohnung aus als Onlineshop für Schallplatten unter dem Namen Hiphopvinyl gegründet. Seine Vision war es, vor allem Underground Hip-Hop aus den USA auf Vinyl in Deutschland verfügbar zu machen, da das Angebot Anfang der 2000er Jahre die Nachfrage nicht decken konnte. Das Unternehmenskonzept umfasste damals wie heute neue und gebrauchte Schallplatten.
Anfang 2003 wurde zusätzlich zum Online-Shop ein Ladengeschäft in Berlin-Friedrichshain eröffnet. Im Herbst 2005 wurde der Firmenname von Hiphopvinyl in HHV (hhv.de) geändert, da das ursprüngliche Repertoire von Hip-Hop, Jazz, Funk und Soul erweitert wurde, sodass es heute auch elektronische Musik, Rock/Indie und Reggae umfasst. 2008 startete das Unternehmen ein Printmagazin, das seit 2011 ebenfalls als Online-Version verfügbar ist. Das HHV-Mag beschäftigt sich mit Themen um Musik und Vinyl. Seit 2007 veranstaltet HHV mit den „Diggin' Days“ eine Börse für Schallplattensammler in Berlin.

## HHV-Label
Unter gleichem Namen fungiert HHV seit den Anfängen der Unternehmensgeschichte auch als Plattenlabel und veröffentlicht Schallplatten für Künstler wie Masta Ace, Trettmann, AzudemSK, Audio88, The Doppelgangaz, Hubert Daviz oder Eloquent. Insgesamt brachte das Label über 1200 Titel heraus.
Darüber hinaus verkauft HHV exklusive Vinyl-Releases unabhängiger sowie großer Labels und hat weltweit exklusive Titel von Künstlern wie Madlib, Beginner oder Kendrick Lamar im Angebot. Offizielle Sub-Labels von HHV sind 90's Tapes, Beat Jazz International, Project Mooncircle (elektronische Musik) sowie KEATS (Instrumental Hip-Hop).

## HHV-Magazin
Das HHV-Mag wurde 2008 gegründet und erschien bis 2013 quartalsweise als Printmagazin in einer Auflage von 50 000 Stück. Die Online-Version des Magazins ging 2011 live und beschäftigt sich bis heute mit Musik, Schallplatten, Lifestyle und Popkultur in Form von Reviews, Interviews, News und Events. Das HHV-Mag verzeichnet über 8 000 Beiträge, deren Texte u. a. aus den Federn von Musikjournalisten stammen, die auch für Noisey, Spex, Juice, Groove und Intro schreiben.

## Ladengeschäft (HHV-Store)
Im Ladengeschäft in Berlin-Friedrichshain finden regelmäßig Platten-Veröffentlichungen, Konzerte und Autogrammstunden statt. In der Vergangenheit haben dort Künstler wie Kraftklub, Romano, Masta Ace, Zugezogen Maskulin, Audio88 & Yassin, Egyptian Lover, T9 oder K.I.Z, ihre Alben vorgestellt.